# Oedignatha ferox
Espèce
Synonymes
- Aepygnatha ferox Thorell, 1897

Oedignatha ferox est une espèce d'araignées aranéomorphes de la famille des Liocranidae.

## Distribution
Cette espèce est endémique de Birmanie.

## Description
La femelle juvénile holotype mesure 6,5 mm.

## Publication originale
- Thorell, 1897 : Viaggio di Leonardo Fea in Birmania e regioni vicine. LXXIII. Secondo saggio sui Ragni birmani. I. Parallelodontes. Tubitelariae. Annali del Museo Civico di Storia Naturale di Genova, sér. 2, vol. 17, p. 161-267 (texte intégral).